# Planococcus ficus
Planococcus ficus är en insektsart som först beskrevs av Victor Antoine Signoret 1875.  Planococcus ficus ingår i släktet Planococcus och familjen ullsköldlöss. Inga underarter finns listade i Catalogue of Life.